# Gaspar Calvo Moralejo
Gaspar Calvo Moralejo OFM (* 28. Januar 1930 in Zamora, Spanien; † 25. Januar 2016 in Herbón (Padrón)) war ein spanischer Ordensgeistlicher.
Gaspar Calvo Moralejo trat der Ordensgemeinschaft der Franziskaner bei und war in Galicien, Madrid und Rom sowie in den achtziger Jahren in Pontevedra tätig. Er promovierte mit einer Arbeit über die Mariologie von Iñigo de Mendoza, Melchor de Cetina und Juan de los Angeles und engagierte sich unter anderem für den Weg des Glaubens und für die marianische Spiritualität des Priesters.
Calvo Moralejo war Präsident der Internationalen Marianischen Päpstlichen Akademie. Er war Vizepostulator der Seligsprechung von María von Ágreda. Er ist Komtur des Ritterordens vom Heiligen Grab zu Jerusalem und war 1998 Mitglied der Consulta des Ordens.

## Schriften
- Poema De La Virgen Dormida. Presentacion M. I. Sr. D. Francisco Romero, Eco Franciscano 1956
- Un Cordobes en Damasco. Biografía y escritos del Beato Nicolás María Alberca., Madrid 1975
- La esclavitud mariana y su origen concepcionista, Burgos 1976
- Un ourensán en México : Beato Sebastián de Aparicio, Xunta de Galicia 1992